# Мой лейтенант
«Мой лейтена́нт» — роман Даниила Гранина о Великой Отечественной войне. Опубликован в 2011 году, в следующем году удостоился премии «Большая книга». В 2015 году переиздан с иллюстрациями Александра Траугота.

Я не хотел писать про войну, у меня были другие темы, но моя война оставалась нетронутой, она была единственная война в истории Второй Мировой войны, которая проходила два с половиной года в окопах — все 900 блокадных дней. Мы жили и воевали в окопах, мы хоронили наших погибших на кладбищах, пережили тяжелейший окопный быт.
— Д. А. Гранин
Роман написан от лица молодого человека, работавшего на ленинградском оборонном заводе и после начала войны добившегося снятия брони и ушедшего в ополчение (что в целом совпадает с биографией самого Гранина, хотя писатель в эпиграфе и различных интервью подчёркнуто дистанцировался от своего персонажа), при этом филолог К. А. Рогова выделяет в произведении двух повествователей: «Второй повествователь — аналитик, не только вспоминающий, но и оценивающий события военных лет… <…> Таким образом, в тексте звучат разные голоса, принадлежа одному Д., но в разную пору его существования».
Роман состоит из трёх частей, хронологически последовательных. Первая часть посвящена прощанию молодого инженера с прежней, довоенной жизнью, его уходом в ополчение и отступлению войск к южным границам Ленинграда. Вторая часть рассказывает об обороне Ленинграда, жизни в окопах («На других фронтах наступали, отступали, — рассказывал Гранин в одном из интервью, — а это — совсем другая система борьбы, жизни, взаимоотношений»). Действие третьей части происходит в 1945 году: демобилизованный как специалист-энергетик герой с трудом возвращается к мирной жизни. Последняя глава романа переносит читателя в XXI век: повествователь и прошедший войну немец во время прогулки по Петербургу вспоминают о далёких военных временах.
Критик А. М. Мелихов отмечает, что своим произведением Гранин «без малого через семьдесят лет после войны расширил канон военной прозы» и находит в романе редкий в русской военной прозе мотив «потерянного поколения».